# Tasiocera (Tasiocera) prolixa
Tasiocera (Tasiocera) prolixa is een tweevleugelige uit de familie steltmuggen (Limoniidae). De soort komt voor in het Australaziatisch gebied.